# Торрес, Омар
Торрес, Омар (англ. и исп. Omar Torrez) — мексиканско-американский гитарист из Лос-Анджелеса, Калифорния. Родился и вырос в Сиэтле, Вашингтон. Впервые привлек внимание на национальном уровне, будучи финалистом национального гитарного конкурса Джимми Хендрикса (National Jimi Hendrix Guitar Competition) на историческом фестивале Bumbershoot в Сиэтле. Обучался классической гитаре в университете Западного Вашингтона (Western Washington University), гитаре фламенко — у Жуана Серрана, кубинской музыке — у Карлоса дель Пуэрто.
Том Уэйтс в 2008 году выбрал Торреса своим гитаристом для своего тура Glitter and Doom Tour и записи концертного альбома Glitter and Doom Live. После этого Торрес стал много ездить по миру, играя с такими исполнителями, как Kinky, Buena Vista, Jethro Tull, «Мумий Тролль», Химена Сариньяна. Участвовал в фестивале Festival Internacional Cervantino. Является «лицом» таких фирм, как Fender, Carlos Amplification, TC Electronic, Godin, L.R. Baggs. Как лауреат программы Фулбрайта, музыкант принимал участие в сборе средств для помощи детям, которые вынуждены были сменить место жительства в результате войны между Грузией и Россией в 2008. В 2012 песня Торреса «Марина» (Marina) из альбома A Night Of Serious Drinking заняла 3-е место в конкурсе авторов International Songwriting Competition в категории Latin. «Марина» также была представлена к награде Independent Music Awards.
Последний альбом Омара Торреса A Night Of Serious Drinking широко разошёлся в разных странах мира в 2012.